# Código de referencia aeroportuario
El código de referencia aeroportuario indica los tipos de aeronaves que pueden operar en un determinado aeropuerto.
La Organización de Aviación Civil Internacional (OACI), clasifica el código de referencia aeroportuario en términos de las dimensiones máximas de una aeronave que puede operar en un determinado complejo aeroportuario. Un único aeropuerto puede tener varias instalaciones con diferentes clasificaciones.

## Clasificación
El código de referencia aeroportuario consta de un número y una letra. El código combinado de número y letra clave de referencia indica qué aeronaves pueden operar en el aeródromo al que hace referencia.
- Número: hace referencia a la Longitud de Campo de Referencia del avión, o sea la longitud mínima necesaria para el despegue con el peso máximo homologado de despegue al nivel del mar, en atmósfera tipo, sin viento y con pendiente de pista cero, como se indica en el correspondiente manual de vuelo del avión, prescrita por la autoridad que otorga el certificado, según los datos equivalentes que proporcione el fabricante del avión. Longitud de campo significa longitud de campo compensado para los aviones, si corresponde, o distancia de despegue en los demás casos; (OACI Anexo XIV)
- Letra: se refiere a la envergadura de la aeronave y la distancia externa del tren de aterrizaje principal de la aeronave (vía).

### Número
| Código (Número) | Longitud de campo de referencia |
| 1               | hasta 800 m                     |
| 2               | de 800 m a 1200 m               |
| 3               | de 1200 m a 1800 m              |
| 4               | más de 1800 m                   |

### Letra
| Código (Letra) | Envergadura de la aeronave | Distancia externa del tren de aterrizaje | Ejemplos de aeronaves                                                                   |
| A              | hasta 15 m                 | hasta 4,5 m                              | Cessna 172, Diamond DA40                                                                |
| B              | de 15 m a 24 m             | de 4,5 m a 6,0 m                         | Saab 340                                                                                |
| C              | de 24 m a 36 m             | de 6,0 m a 9,0 m                         | McDonnell Douglas MD-81, Airbus A318, Airbus A319, Airbus A320, Airbus A321, Boeing 737 |
| D              | de 36 m a 52 m             | de 9,0 m a 14,0 m                        | McDonnell Douglas MD-11, Airbus A300, Boeing 757, Boeing 767                            |
| E              | de 52 m a 65 m             | de 9,0 m a 14,0 m                        | Airbus A330, Airbus A340, Boeing 747, Boeing 777, Boeing 787, Airbus A350               |
| F              | de 65 m a 80 m             | de 14,0 m a 16,0 m                       | Airbus A380, Boeing 747-8i.                                                             |

- Datos: Q116961936